# Света Троица (Мокране)
„Света Троица“ (на сръбски: Храм Свете Тројице) е възрожденска православна църква в неготинското село Мокране, североизточната част на Сърбия. Част е от Тимошката епархия на Сръбската православна църква.

## История
Мокране се споменава за пръв път в австрийски източници от XVIII век, които казват, че жителите му живеят предимно в землянки. Дървена църква в селото е построена педи 1833 година. От тази църква е запазен антиминс, осветен през 1836 година от епископ Доситей Тимошки. Строежът на новата църква започва в 1869 година и завършва на Петровден в 1872 година. Финансиран е с дарения и пари от Радуевска община. Църквата е дело на строителната тайфа на майстор Петър Николов, чието дело са и църквите „Възнесение Господне“ в Раяц (1870), „Света Троица“ в Роглево (1873) и „Св. св. Петър и Павел“ в Кобишница (1874).

## Архитектура
Църквата е висока 13 m, а с камбанарията – 23 m. В архитектурно отношение е еднокорабна, триконхална сграда, с притвор от западната страна, над който се издига двуетажна камбанария, завършена с луковична шапка. От северната и южната страна на централната част на наоса има издадени правоъгълни хорови ризалити, а от източната страна на сградата има композитна седмостранна апсида.
Църквата е изградена от правилни каменни правоъгълни блокове, с видими хоросанови спойки. Покрита е с керемиди. Фасадните повърхности са съчленени с ъглови корнизи, первази и назъбен покривен корниз. От западната и северната страна на сградата има декорирани портали, а по южната, северната и източната стена са разположени дванадесет равни, сводести прозореца.
Западната фасада на сградата се отличава с подчертано използване на декоративна архитектурна пластика. Фасадното платно е дефинирано от правоъгълно поле, което е продължено от трапецовиден фронтон, ограден от профилиран покривен корниз. Фасадата е разделена на три сегмента. В средния е входът, украсен с флорално-геометрични мотиви, над който е разположена плитка барокова едикула. В страничните сегменти на фасадата, под назъбения корниз, има по-малки полукръгли полета, покрити с плитка каменна рамка. Този мотив се среща и непосредствено над едикулата, като в него, за разлика от страничните, изпълнени със стенописи, е разположен кръгъл прозорец – окулус. Западният портал е с правоъгълна форма, в която е вписана полукръгла двукрила врата. Рамката на портала е леко изпъкнала и чрез многоетажната профилировка преминава в четвъртините, фланкиращи входния отвор. Капителите на четвърт колоните са прости и без украса. Полето над входа, получено чрез изваждането на полукръглия отвор от правоъгълната повърхност на портала, е украсено с флорални мотиви, вписани в геометрични фигури – триъгълници и четириъгълници. Едикулата, дефинирана от чифт пиластри и композитен тимпан, се поддържа на портала от плитък спирален преход. Базите и капителите на пиластрите на едикулата са детайлизирани и профилирани, а в центъра на тимпана върху основата е вписан релефен кръст. В централното поле на едикулата е изписана Светата Троица.
Северният портал се състои от две хоризонтални полета, оградени с двойка масивни полуколони. Долното поле – входът – е реализирано по подобие на западния портал, но с по-изразителен профил и чисто флорален деократизъм. В горното поле е изписана фигурата на Свети Николай. До рисуваната ниша от лявата и дясната страна има ивици флорална украса.
Апсидата на църквата е без особена украса. Тя е белязана от назъбен тавански корниз, ъглови корнизи, както и перваза на прозореца, но благодарение на ефектната градация на масите се постига много драматично впечатление.
В интериора има висок амвон, епископски трон с масивна митра над него и специално украсени проскинитарии за икони. Споменатите елементи са резбовани и изрисувани.

## Живопис

### Стенописи
Стенописите в църквата са дело на дебърските майстори Нестор Траянов и Пане Гюрчинов. Дебрани, които изписват и църквите в Раяц, Роглево и Кобишница, влизат в конфликт с епископ Евгений Тимошки, който остро осъжда живописта в Мокране, като не отговоряща на модерния вкус. Дебърските майстори пък го обвиняват пред населението, че иска да ги покатоличи и да остави „швабите“ да рисуват икони по църквите.
В полукалота на олтарната апсида е изобразена Богородица Ширшая небес. Тя е представена в седнало положение, с протегнати ръце и с Христос в скута. В правоъгълните арковидни полета между прозорците са изобразени отците на църквата и литургистите, а именно: Свети Николай Мирликийски, Свети Василий Велики, Свети Йоан Златоуст, както и Свети Григорий Богослов. В нишата на проскомидията е изписан евхаристийният Христос в потира, който благославя с две ръце, а в скута му е отворено Евангелие. В нишата на диаконикона е представен Свети архидякон Стефан. На корема на олтарната арка е сцената на Благовещението, докато от вътрешната страна са изобразени пророк и цар Соломон, всевиждащото око Господе в горната част на арката, както и пророкът и цар Давид от другата страна. В наоса, върху свода над солея, е изобразен Бог Отец, обкръжен от надпис. В страничните правоъгълни полета са представени евангелистите. В следващата сцена е показан Христос Вседържител. Отстрани, към стените са композициите Рождество Христово и срещу нея Кръщение Христово. В третия травей е представен Христос Емануил в светлина и слава, държащ в ръцете си отворено евангелие.
Отстрани са изобразени сцените Преображение Христово и Възкресение Христово. В четвъртия травей е крилата допоясна фигура на Свети Йоан Предтеча. Благославящият пророк държи в ръката си свитък. Отляво и отдясно са изправени фигури на пророци със свитъци по двама: пророк Захария и пророк Исая и отсреща Даниил и Йезекиил. В горната част на свода на северния певник е представен в цял ръст Христос Велик архиерей, който благославя с протегнати ръце. Под него странично са изобразени св. Кирил и св. Методий, а между тях има развит свитък с изписани букви от азбуката. На свода на южния певник е всевиждащото око Господне, а отдолу, като противоположност на светците срещу тях, са представени Свети Сава Сръбски и Свети Симеон Мироточиви Сръбски. На северната стена на храма са изобразени светите апостоли Петър и Павел. С макет на храма между тях, те са представени според емблематичния модел на апостолската хармония. В галерията, традиционно женска църква, са изобразени Света преподобна майка Параскева и Света Неделя.

### Иконостас
Иконостасът също е дело на майсторите Нестор и Пане. Представлява висока олтарна преграда, разделена на четири зони. Конструкцията е дървена, резбована и бароково рисувана, типична на южните Балкани. Това сочат формата на иконостасната конструкция, която не е права, а вдлъбната в централната част, което създава впечатление за градация на иконостасните зони, след това богато изсечените и позлатени царски двери, както и големият кръст с инструментите на страданието на върха на конструкцията, използването на ярки цветове, рисувана флорална украса, евхаристийна лоза, херувимски глави и двуцветни усукани колони, с фронтон, боядисан с акантови листа. Според конструкцията Мокранският иконостас може да се класифицира като една от първите творби на дебрани в североизточна Сърбия, по-скоро под влиянието на балканските традиции както в замисъла на пространството, така и в разбирането на самата преграда и нейната украса.
В зоната на цокъла върху четири полета в овални картуши са изобразени пейзажи. Централният мотив са стволовете на дърветата, които препращат към небесната обител на светците. Фонът на тези медальони е мраморно зелен. Зоната на царските икони започва с Коронацията на Богородица, над която са Бог Отец и Христос, а над тях гълъбът на Светия Дух. След тази икона, на дверите на проскомидията, като пазител, който бди над светата тайна, е изобразен Свети Архангел Михаил. В ръцете му има мундус. На следващата икона е изобразена Света Богородица с Христос Емануил. На царските двери е Благовещението в медальони. В горната зона на дверите в овални медальони на син фон са изобразени Светите пророци и царе Соломон и Давид. Престолната икона на Христос го показва като допоясна фигура, която благославя с отворено евангелие. На дяконските двери е представен свети Сава, който благославя в архиерейски одежди с отворено евангелие. Редът от царски икони завършва със Свети Йоан Кръстител, изобразен като крилат кефалофор, с обичайните евангелски атрибути.
Втората зона на иконостаса се състои от двойки светци, изобразени като цели фигури. Тази поредица започва с иконата на Светите врачи Козма и Дамян. Следват Светите воини Теодор Стратилат и Теодор Тирон. Третата икона съдържа изображение на Свети цар Константин и императрица Елена със Светия кръст голям и плосък. Централната икона над царските двери е Съборът на св. архангел Гавриил. Архангелите Михаил, Рафаил и Гавриил са показани, държащи шестолъчна звезда, Еонът на бъдещата слава, в който предвечният Христос е като крилат Логос, който благославя.
След това е редът на светците с иконата на св. Атанасий Александрийски и св. апостол Яков, брат Господен. Следва иконата на Светите мъченици Пантелеймон и Трифон. Този ред завършва с икона, изобразяваща Светите великомъченици Георги и Димитър.
Четвъртата зона на иконостаса се състои от апостолския ред с Христос в средата. Редът започва с Яков, следван от Тома, Симон Зилот, Лука, Матей и Петър. В средата е Исус Христос Вседържител. Редът продължава с Павел, Юоан, Марк, Андрей, Вартоломей и Филип.
Иконостасът завършва с триъгълен фронтон, изписан с акантови цветове. Впоследствие върху него е поставена иконата на Тайната вечеря. Върхът на фронтона е завършен с кръст с Разпятието, със символите на евангелистите в ъглите. Отляво и отдясно в медальони са образите на Богородица и Свети Йоан. Кръстът е заобиколен от инструменти на страдание, копие и гъба, а в подножието му са два дракона, символи на силите на ада, смъртта и дявола, които Христос побеждава с жертвата на кръста.